# Bing (série télévisée d'animation)
 (août 2020).
Si vous disposez d'ouvrages ou d'articles de référence ou si vous connaissez des sites web de qualité traitant du thème abordé ici, merci de compléter l'article en donnant les références utiles à sa vérifiabilité et en les liant à la section « Notes et références ».
Pour les articles homonymes, voir Bing.
Bing est une série télévisée d'animation britannique basée sur les livres de Ted Dewan. 
Au Royaume-Uni, elle est diffusée sur la chaîne de télévision britannique CBeebies, et en France sur TiJi et Gulli, et encore sur France 5 à partir de 2023.
La série met en scène un lapin anthropomorphe nommé Bing qui découvre le monde qui l'entoure. À travers des petits événements quotidiens, Bing apprend de nouvelles façons de gérer les situations à l'aide de Flop, qui représente la figure de l'adulte, et de ses amis.
Les épisodes se terminent toujours par la victoire de Bing face à une tâche problématique ou à une expérience nouvelle, et par la réplique récurrente de Flop : « C'est un truc de Bing ! »

## Liste des épisodes
| Saisons | Saisons | Épisodes | Épisodes | Diffusion originale | Diffusion originale |
| Saisons | Saisons | Épisodes | Épisodes | Première diffusion  | Dernière diffusion  |
| ------- | ------- | -------- | -------- | ------------------- | ------------------- |
|         | 1       | 78       | 78       | 9 juin 2014         | 20 mai 2015         |
|         | 2       | 26       | 26       | 31 octobre 2019     | 25 décembre 2019    |

### Saison 1
1. Le feu d'artifice
2. La boîte à au revoir
3. La balançoire
4. Les cubes
5. Les canards
6. La carotte
7. La grenouille
8. Le parking
9. L'ombre
10. Les statues musicales
11. Vou-Vou
12. Le toboggan
13. La taille
14. Atchoum
15. Cache-cache
16. Les biscuits
17. Le train
18. Dire au revoir
19. Perdu
20. Le pique-nique
21. Le ballon
22. Se déguiser
23. Quelque chose pour Sula
24. Un talent
25. Les cœurs
26. Les histoires du soir
27. Le cadeau
28. Le cerceau
29. Les bottes de géant
30. Les bulles de savon
31. La pataugeoire
32. Le doudou chiffon
33. Bouh
34. Le taxi qui parle
35. Le cerf-volant
36. Encore un peu
37. Les paillettes magiques
38. L'arbre
39. Où est Flop ?
40. La boîte à goûter
41. La soirée pyjama
42. La machine à surprises
43. Le tournis
44. Le grand méchant Loup
45. La glace à l'eau
46. L'arbre arc-en-ciel
47. Bing se cache
48. Le château de sable
49. Les glands
50. Les bottes à grelot
51. Flop est malade
52. La musique
53. Hippoty Hoppity Wouuuh !
54. La souffle de dragon
55. Allez Charlie !
56. Le skateboard
57. Le papillon
58. Le pointosaure
59. La pomme de terre
60. Les bottes en caoutchouc
61. Le cornet de fruits
62. Les pansements
63. Le chat
64. Le pissenlit
65. Hoppity sur le fil
66. Les explorateurs de la nature
67. Choisir
68. Dans le noir
69. Coincé
70. Le gâteau
71. La sucette à la fraise
72. Partager
73. Le déjeuner
74. Wouaf
75. Tête d'œuf
76. La fête des peluches
77. Le téléphone portable
78. Le spectacle

## Personnages principaux
- Bing est le protagoniste principal de la série. C'est un lapin anthropomorphe noir de 3 ans. Son jouet préféré est Hoppity Wouh, un lapin super-héros. Bing porte une chemise verte, une salopette à carreaux rouges et des chaussures noires et blanches. Il aime fredonner, siffler, jouer à faire semblant et faire des choses enfantines avec insouciance.
- Flop prend soin de Bing, le guidant à travers sa vie de jeune enfant, le divertissant et l'apaisant quand il fait face à un problème. C'est une petite créature à la peau orange.
- Sula est un éléphant femelle brun anthropomorphe de 4 ans et l'un des meilleurs amis de Bing.
- Amma est la tutrice de Sula (peut-être sa mère). Amma dirige la crèche et le café du parc que visitent parfois les enfants de la série. C'est une petite créature ressemblant à un éléphant à la peau bleue.
- Pando est un panda anthropomorphe de 3 ans. C'est le deuxième meilleur ami de Bing, dont il est voisin. Il porte un tee-shirt blanc qui ne couvre pas complètement son ventre, un short qu'il retire à chaque fois, des baskets et un slip blanc. Il a les mêmes activités favorites que Bing et utilise également sa réplique fétiche « Hoppity-waouh ! »
- Padget est le tuteur de Pando (peut-être sa mère). Elle dirige la boutique du coin près de chez Bing. Padget fait parfois du jogging ou conduit son tuk-tuk jaune. C'est une petite créature à la peau verte.
- Coco est une lapine blanche anthropomorphe. C'est la cousine de Bing et la sœur aînée de Charlie. Coco est l'aîné des personnages enfants.
- Charlie est un lapin blanc anthropomorphe. C'est le petit frère de Coco et le cousin de Bing. Agé d'un an, il ne sait pas parler. Il met tout dans sa bouche et les autres disent : « Ne le mâchouille pas, Charlie ! »
- Molly s'occupe de Coco et Charlie. Elle travaille également comme médecin. C'est une petite créature à la peau rouge que l'on voit souvent portant des lunettes et une blouse blanche.
- Nicky est un petit éléphant brun anthropomorphe qui est le plus jeune cousin de Sula. Il porte des lunettes, un t-shirt orange et une salopette bleue. Il apparaît pour la première fois dans la saison 2.

## Production
Bing est basé sur une série de livres intitulée Bing, écrits et illustrés par Ted Dewan. Acamar Films a acquis les droits de Bing et a produit le programme conjointement avec Brown Bag Films et Tandem Films. La série a été développée pour CBeebies bien que les épisodes initiaux aient été diffusés lors du Marché international des programmes de télévision.
HarperCollins Children's Books a signé un accord avec Acamar et The Licensing Company pour rééditer les livres en 2013-2014, en même temps que la diffusion télévisée.
Les DVD de 70 minutes sont édités par Studio Canal. Le premier DVD Swing... et autres épisodes est sorti le 31 mars 2015 et comporte 10 épisodes : 
1. La boîte à au revoir
2. La balançoire
3. Les cubes
4. Les canards
5. La carotte
6. La grenouille
7. Le parking
8. L'ombre
9. Les statues musicales
10. Vou-Vou

Un deuxième DVD est sorti le 15 juin 2015 et s'intitule L'heure du conte... et autres épisodes, avec 10 épisodes supplémentaires : 
1. L'heure du conte
2. La croissance
3. L'atchoo
4. La cache-cache
5. La cuisson
6. L'entraînement
7. Dire au revoir
8. Perdu
9. Pique-nique
10. Ballon

Fisher-Price a développé une gamme de jouets Bing, qui ont été lancés en juillet 2015, comprenant des ensembles de jeux, des figurines, des jeux de rôle, des porteurs, des jouets musicaux, des jouets en bois et des peluches.

## Diffusion internationale
| Pays        | Chaîne                |
| ----------- | --------------------- |
| Royaume-Uni | CBeebies, Tiny Pop    |
| Canada      | TVO Kids, Family Jr   |
| Australie   | ABC Kids              |
| États-Unis  | Disney Junior         |
| France      | Gulli, TiJi, France 5 |

## Prix et nominations
| An   | Prix                                                | Catégorie                              | Nomination                                                                           | Résultat   | Réfs |
| ---- | --------------------------------------------------- | -------------------------------------- | ------------------------------------------------------------------------------------ | ---------- | ---- |
| 2014 | BAFTA                                               | Animation préscolaire                  | Bing                                                                                 | Nomination |      |
| 2015 | Festival international du film d'animation d'Annecy | Séries télévisées                      | Pour l'épisode La boîte à au revoir                                                  | Nomination |      |
| 2015 | Prix Pulcinella                                     | Série télévisée pour la maternelle     | Bing                                                                                 | Nomination |      |
| 2015 | Prix de la guilde des écrivains                     | Meilleur épisode télévisé pour enfants | Denise Cassar et l'équipe de rédaction de Bing (pour l'épisode La boîte à au revoir) | Lauréat    |      |
| 2016 | Prix international Emmy Kids                        | Préscolaire                            | Bing                                                                                 | Lauréat    |      |